# ولستوو
ولستوو (به لاتین: Velestovo) یک منطقهٔ مسکونی در جمهوری مقدونیه است که در Ohrid Municipality واقع شده‌است.

## خصوصیات
ولستوو ۴۵ نفر جمعیت دارد.